# نیروگاه برق آبی اورا
نیروگاه برق آبی اورا (به لاتین: Aura Hydroelectric Power Station) یک نیروگاه برقابی در نروژ است که در ساندال واقع شده‌است.